# Helechosa de los Montes
Helechosa de los Montes – gmina w Hiszpanii, w prowincji Badajoz, w Estramadurze, o powierzchni 308,72 km². W 2011 roku gmina liczyła 727 mieszkańców.